# Ginevra e il cavaliere di re Artù
Ginevra e il cavaliere di re Artù (Lancelot and Guinevere) è un film del 1963 diretto da Cornel Wilde.

## Distribuzione
Negli Stati Uniti venne distribuito col titolo Sword of Lancelot.